# Magister officiorum

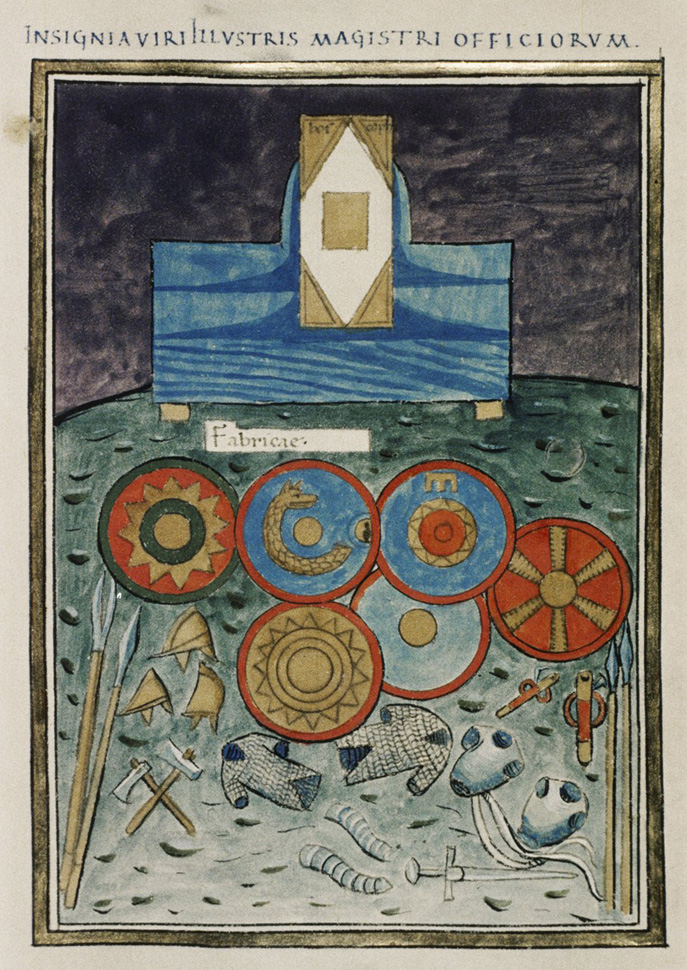
Les insignes d'un magister officiorum de l'Empire d'Orient, visibles dans la Notitia dignitatum : le titre de l'office sur un présentoir, des boucliers avec les emblèmes des unités des scholæ palatinæ, et un assortiment d'armes et d'armures attestant la supervision des arsenaux impériaux.

Le magister officiorum ou maître des offices est un haut fonctionnaire romain de l’époque du Bas-Empire. Sous l'Empire byzantin, il devient une dignité, le magistros (en grec μάγιστρος ; dérivé : prōtomagistros, πρωτομάγιστρος, « premier magistros »), avant de disparaître au XIIe siècle.

## Empire romain tardif
Créé sous Constantin Ier vers 320, ce fonctionnaire est à un poste clé et est membre du consistoire sacré, ou conseil de l’empereur, et dirige la majeure partie de l’administration centrale.
Il remplace le préfet du prétoire comme commandant de la nouvelle garde impériale, les scholæ palatinæ, et à la direction des fabriques d’armes. Il contrôle l’ensemble de l’administration impériale par l’intermédiaire du corps des agentes in rebus, chargés de mission qui acheminent les courriers et les ordres officiels, et qui enquêtent dans les provinces, surveillant les gouverneurs locaux, au point qu’on les surnomme les curiosi,. Enfin, il reçoit les ambassadeurs, et par extension, surveille les réceptions et les cérémonies officielles à la cour, et a une autorité disciplinaire sur le personnel du cubiculum, domesticité personnelle de l’empereur,.
Pierre le Patrice, qui occupa le poste sous Justinien pendant vingt-six ans (539-565), en avait écrit une histoire depuis Constantin jusqu'à son époque, dont des extraits sont conservés dans le De ceremoniis de Constantin Porphyrogénète (I, 84-95).  La fonction subsiste après la fin de l'Empire romain d'Occident, en Italie où Théodoric le Grand conserve les titres, avec par exemple Cassiodore, magister militum de 523 à 527.

## Empire byzantin
La fonction survit comme fonction bureaucratique dans la partie orientale de l'empire,. D'abord très importante, elle perd la plupart de ses compétences administratives à la fin du VIIe ou au VIIIe siècle (elles passent principalement au logothetēs tou dromou,), et est convertie en une dignité, celle de magistros (μάγιστρος, féminin magistrissa, μαγίστρισσα),. Le titre est conservé en entier au moins jusqu'au règne de Léon VI le Sage (r. 886-912) : son beau-père, Stylianos Tzaoutzès, est mentionné comme « maître des divins offices » (μάγιστρος τῶν θείων ὀφφικίων),.
Jusqu'à Michel III (r. 842-867), il semble n'y avoir que deux magistroi, dont le plus important est appelé prōtomagistros (πρωτομάγιστρος, « premier magistros »), et est un des principaux ministres de l'empire (sans attribution spécifique) et président du Sénat. Mais à partir de Michel III, le titre est conféré à plusieurs personnes, devenant dans les faits une dignité aulique, la plus haute dans la hiérarchie de la cour jusqu'à l'introduction du proedros au milieu du Xe siècle. Le Klētorologion de Philothée (899) laisse entrevoir un maximum de douze magistroi, mais sous Nicéphore II Phocas (r. 963-969), Liutprand de Crémone rapporte la présence de vingt-quatre d'entre eux,. Le titre perd ensuite de plus en plus en importance. À la fin du Xe et au XIe siècle, il est souvent combiné à celui de vestēs. Il disparaît vraisemblablement au milieu du XIIe siècle.

### Liste des détenteurs
| Nom                   | Mandat                 | Nommé par    | Notes | Refs   |
| --------------------- | ---------------------- | ------------ | --- | ------ |
| Jean Vincomalus       | Vers 451               | Marcien      | Connu notamment au traves de la liste des participants au concile de Chalcédoine (451), il est nommé consul pour l'Orient en 453 puis se fait moine vers 464                                      | [ 13 ] |
| Jean                  | Vers 467-468           | Léon Ier     | Egalement consul en 467 | [ 14 ] |
| Illus                 | Vers 481-484           | Zénon        | Général, il finit par se révolter en s'associant à l'usurpateur Léonce et est exécuté |        |
| Longinus de Cardala   | 484-491                | Zénon        | Congédié par le successeur de Zénon, il tente de se révolter sans succès | [ 15 ] |
| Celer                 | Vers 511/512-518       | Anastase Ier | Joue un rôle important à la mort d'Anastase pour gérer le processus de succesion. Malgré tout, il ne parvient pas à faire nommer empereur son favori, Théocrite et il est congédié par Justin Ier | [ 16 ] |
| Symmaque ou Symmachus | Vers 519 ?             | Justin Ier   | Possible détenteur de cette fonction selon l'interprétation d'une lettre du pape Hormisdas le mentionnant                                                                                         | [ 17 ] |
| Tatianus              | Vers 520 puis vers 527 | Justin Ier   | Il semble avoir détenu deux fois cette fonction. Ses propriétés ainsi que celles de son épouse sont héritées par Justinien et Théodora sur la base d'un faux                                      | [ 18 ] |
| Hermogène             | 529-532 puis 535/536   | Justinien    | Un temps congédié par Justinien, il réoccupe cette fonction jusqu'à sa mort | [ 19 ] |
| Tribonien             | Vers 533-535 ?         | Justinien    | Principalement connu pour son oeuvre législative à l'origine du code Justinien, la période lors de laquelle il occupe la fonction de maître des offices est incertaine                            |        |
| Basilidès             | Vers 536-539           | Justinien    | Second d'Hermogène en 532, il le supplée quand il part en Orient et lui succède vraisemblablement à sa mort vers 535. Il participe aussi à l'oeuvre juridique dirigée par Tribonien               | [ 20 ] |
| Pierre le Patrice     | Vers 540-565           | Justinien    | Il figure parmi les principaux ministres de Justinien et est le plus long détenteur de cette fonction                                                                                             | [ 21 ] |
| Anastase de Samarie   | 565-566                | Justin II    | Occupe temporairement cette fonction à la mort de Pierre le Patrice | [ 22 ] |
| Théodore              | 566 - jusqu'à 576      | Justin II    | Fils de Pierre le Patrice, il est également comte des largesses sacrées | [ 23 ] |
| Domentziolus          | 603-610                | Phocas       | Frère de Phocas, il chute avec son frère et est exécuté par Héraclius | [ 24 ] |